# Drake University
La Drake University è un'università privata situata a Des Moines, Iowa, Stati Uniti d'America. Offre corsi undergraduate e graduate in economia, legge  e farmacia. La facoltà di legge della Drake University è tra le 25 più antiche degli Stati Uniti.  

## Storia
Venne fondata nel 1881 da Francis Marion Drake, un generale dell'Unione durante la guerra civile americana, e George T. Carpenter, un insegnante e pastore protestante. I primi corsi iniziarono nel 1881, con 77 studenti ospitati provvisoriamente nella Student's Home. Nel 1883 venne completato l'Old Main, il primo edificio permanente.
L'Old Main rimane il più importante edificio dell'università; vi sono situati gli uffici amministrativi, la Levitt Hall e lo Sheslow Auditorium. L'Old Main ha ospitato molti dibattiti politici delle elezioni presidenziali americane.
Nel 2013 la Drake University è diventata sede del "The Harkin Institute for Public Policy & Citizen Engagement", intitolato al senatore Tom Harkin.
La Drake University è suddivisa in sette facoltà e scuole:
- College of Arts and Sciences
- College of Business and Public Administration
- John Dee Bright College
- School of Education
- School of Journalism and Mass Communication
- Law School
- College of Pharmacy and Health Sciences